# 法蘭切斯科·費利皮尼
法蘭切斯科·費利皮尼（Francesco Filippini、1853年9月18日—1895年3月6日）是一位來自倫巴第的義大利畫家。他深受特蘭基約·克雷莫納（Tranquillo Cremona）的影響
。

## 生平
1853年9月18日，法蘭切斯科·費利皮尼出生於倫巴第大區布雷西亞的一個貧困家庭，當時布雷西亞隸屬於奧地利帝國。他的父親洛倫佐是一名木匠，母親西爾維亞·西格諾利亞是一名裁縫師。他很快就被派去工作，先是在糕點店當服務員，後來又在一家公證處當辦事員。
法蘭切斯科·費利皮尼從1879年起在米蘭布雷拉美術學院（Accademia di Belle Arti di Brera）的年度展覽中展出作品，並從1880年起居住在米蘭。他以在學校和私人授課為生。1878年，他被授予布雷拉美術學院榮譽院士稱號。
1895年3月6日，法蘭切斯科·費利皮尼在米蘭去世，享年42歲。他因戶外繪畫練習而患上嚴重肺炎。即使在冬天，他依然孜孜不倦地堅持練習，直到精疲力竭，在嚴寒中度過。